# Akçataş, Gölova
Akçataş là một xã thuộc huyện Gölova, tỉnh Sivas, Thổ Nhĩ Kỳ. Dân số thời điểm năm 2011 là 72 người.